# Alessandro Speranza
Alessandro Speranza (30 de septiembre de 1984) es un deportista italiano que compitió en remo como timonel. Ganó una medalla de oro en el Campeonato Mundial de Remo de 2004, en la prueba de cuatro con timonel.

## Palmarés internacional
| Campeonato Mundial | Campeonato Mundial | Campeonato Mundial | Campeonato Mundial |
| Año                | Lugar              | Medalla            | Prueba             |
| ------------------ | ------------------ | ------------------ | ------------------ |
| 2004               | Bañolas (España)   | Medalla de oro     | Cuatro con timonel |